# Béquille centrale
Pour les articles homonymes, voir Béquille.

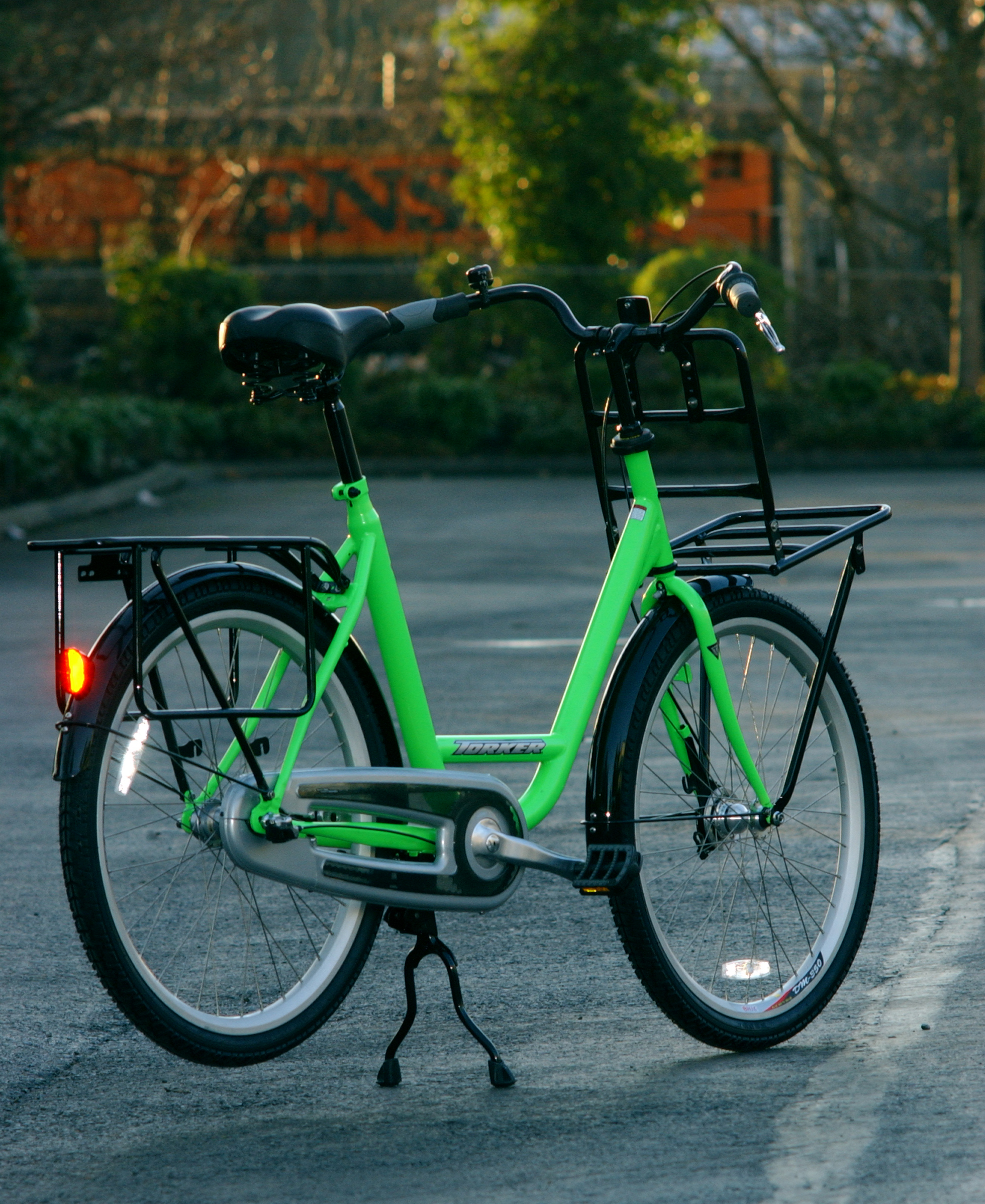
Vélo reposant sur sa béquille centrale.

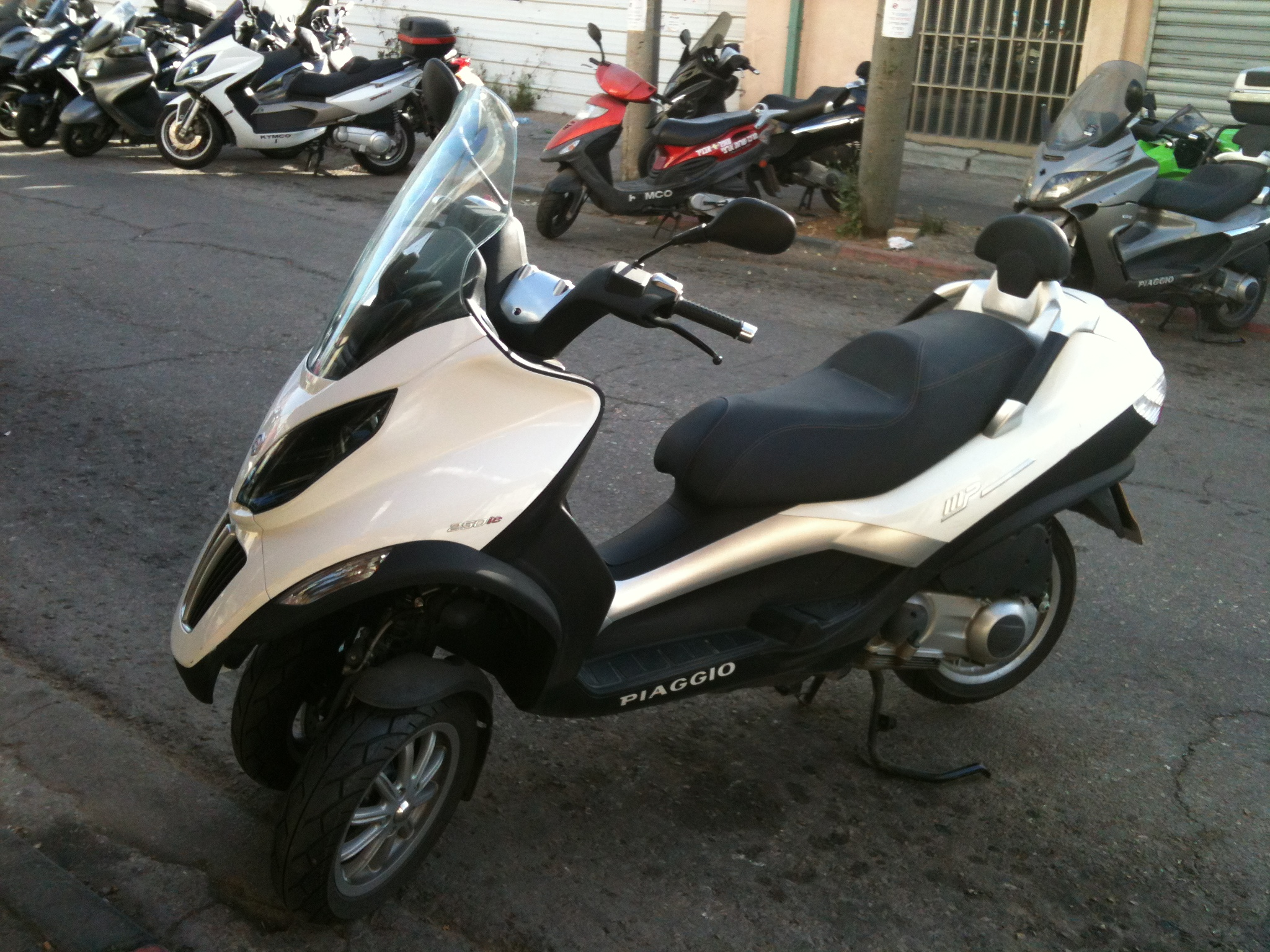
Piaggio MP3 sur sa béquille centrale.

La béquille centrale est un accessoire articulé sur un axe avec ressort de rappel, destiné à permettre à un deux-roues, comme une moto ou un cyclomoteur, de rester en position droite à l'arrêt, sans un point d'appui extérieur.

## Principe
Il s'agit d'une sorte de fourche perpendiculaire à l'axe du véhicule, située à peu près à mi-longueur, dont les deux branches servent de points d'appui à l'engin sur le sol, lui donnant ainsi une stabilité convenable, sans qu'il puisse se renverser. Un levier latéral dépassant de la béquille peut permettre de faciliter l'ouverture avec le pied.
Cette béquille se replie sous l'engin grâce à un ressort, pour pouvoir rouler.

## Diffusion

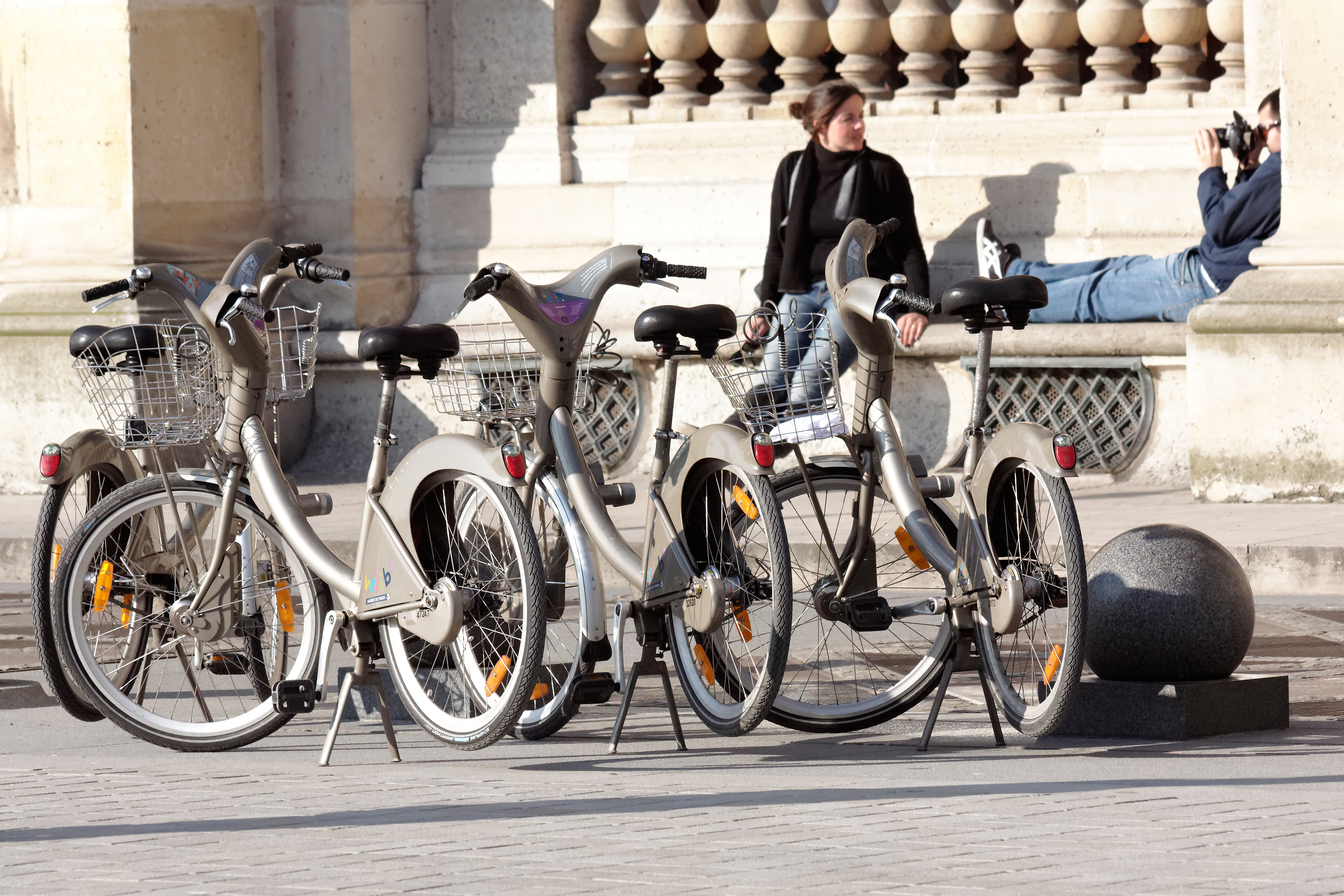
Trois Vélib en 2011 reposant sur leurs béquilles centrales.

La béquille centrale est loin d'être répandue sur tous les deux-roues. Parmi les motos, on ne la trouve ni sur les motos de tout-terrain, ni sur les motos de compétition, ni sur les sportives. Même les motos de tourisme n'en ont pas toujours, principalement pour des raisons d'économie. Elle peut néanmoins être disponible en option ou accessoires pour certains modèles. Certaines machines anciennes étaient vendues avec une béquille centrale uniquement, comme sur la Ducati 900 MHR.

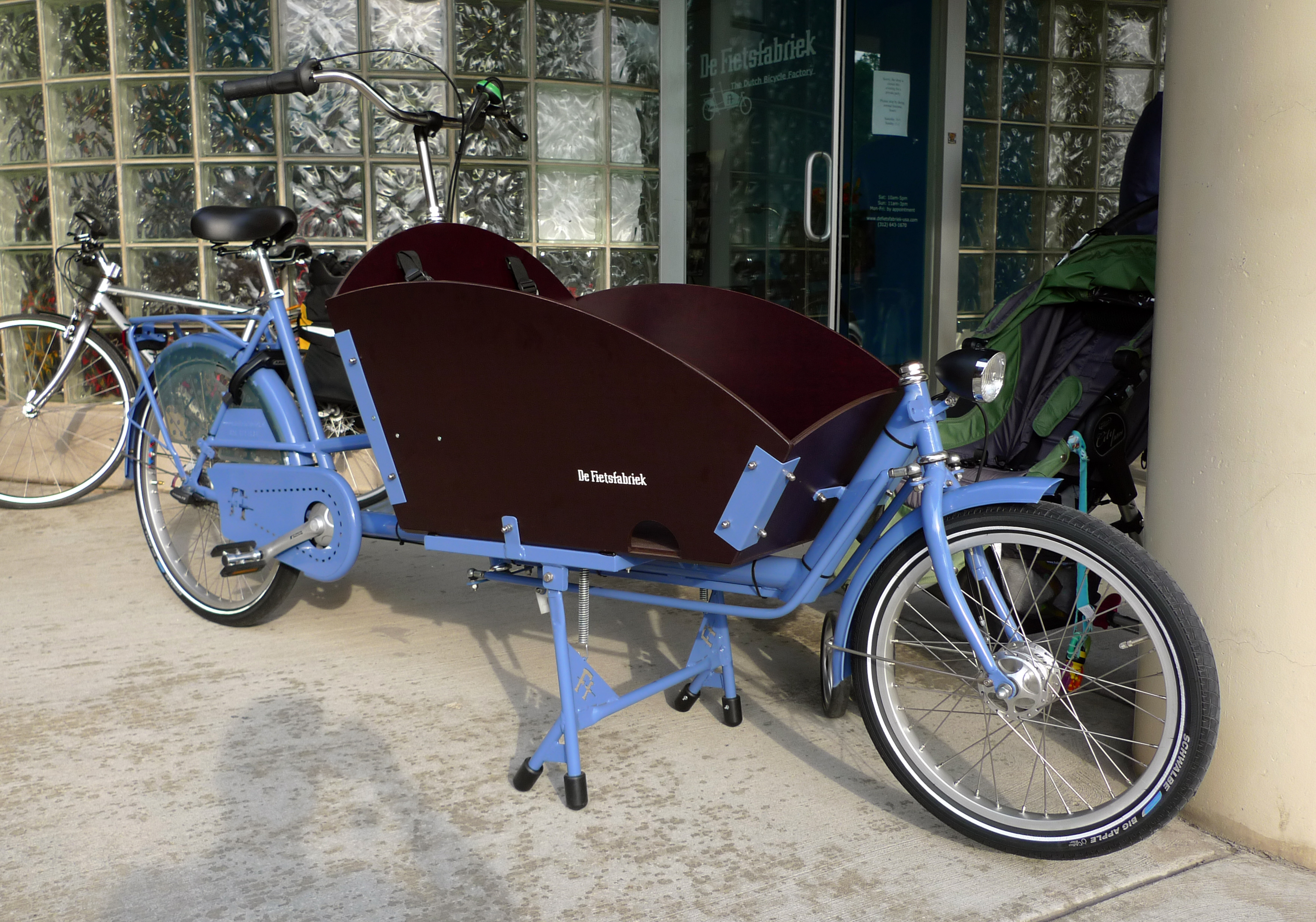
Vélo cargo reposant sur sa béquille centrale.

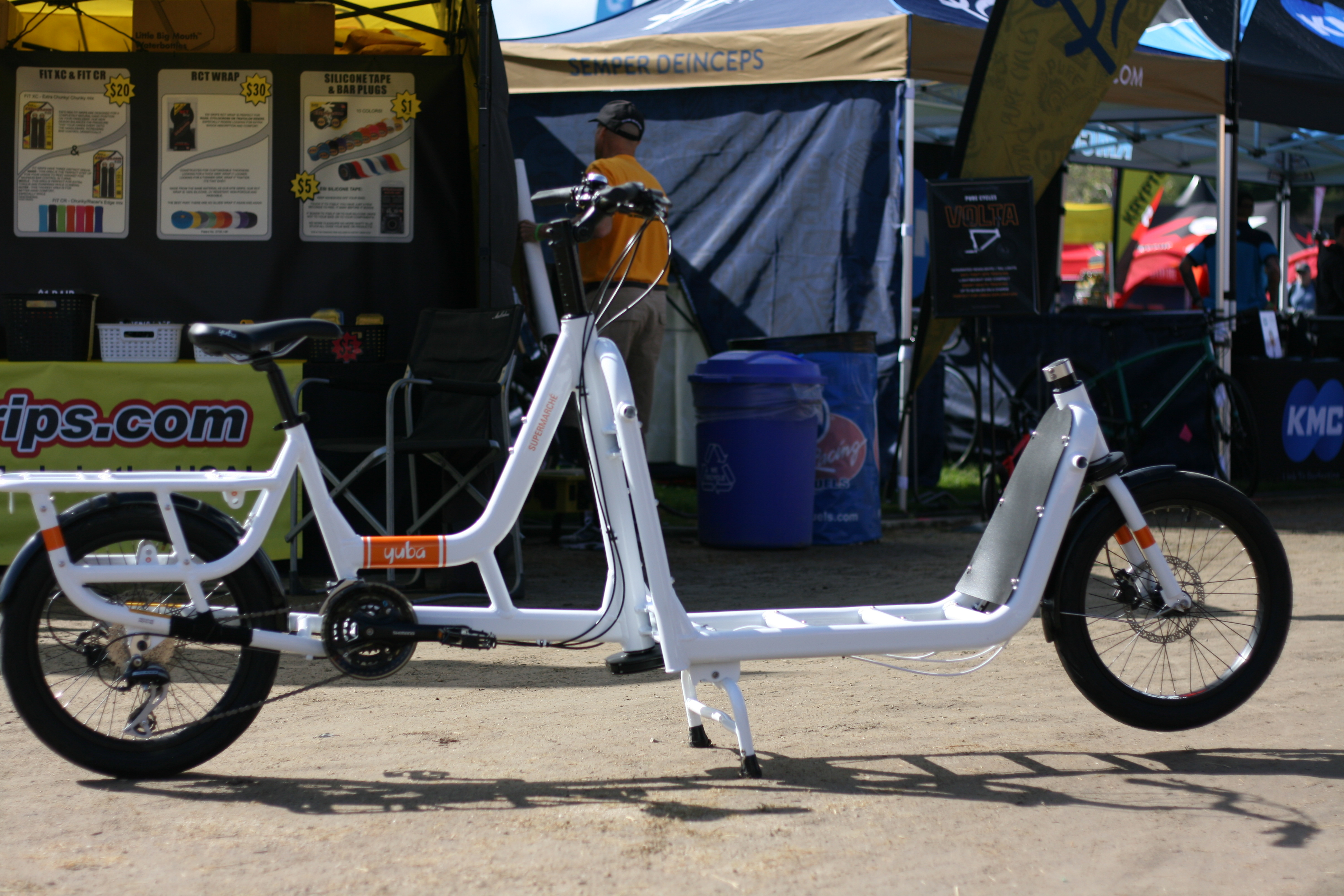
Vélo cargo reposant sur sa béquille centrale.

Peu de modèles de bicyclettes sont équipés de cette béquille. Parmi les exceptions notables, on peut citer les vélos cargos, destinés à transporter de lourdes charges, et le Vélib' parisien. Elle est également utilisée par certains cyclotouristes qui transportent beaucoup de bagages, les béquilles latérales ne permettant pas toujours de supporter un poids très élevé. Cela permet également de gagner en stabilité.

## Historique

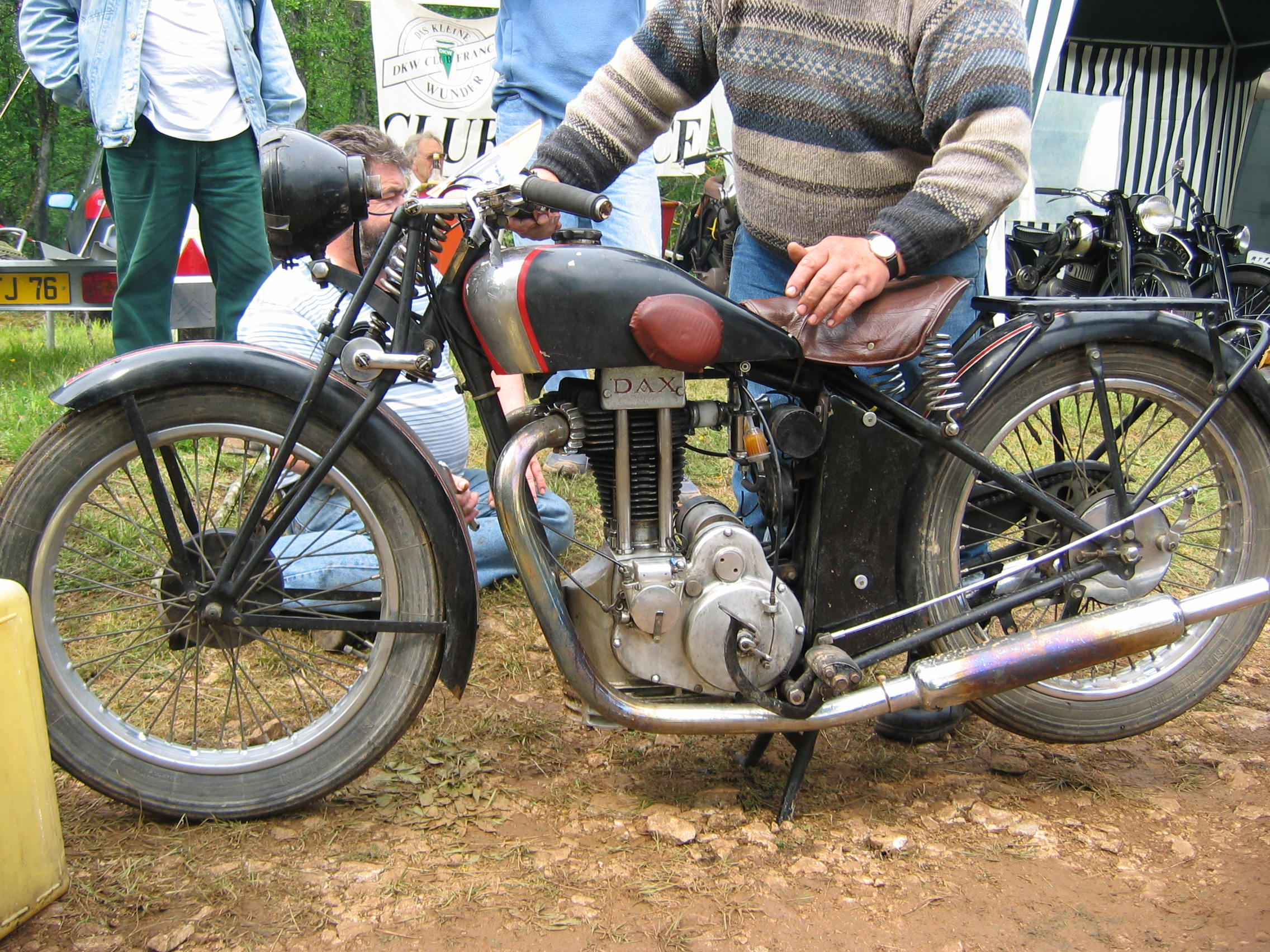
En 1934, béquille sur une Dax 350.

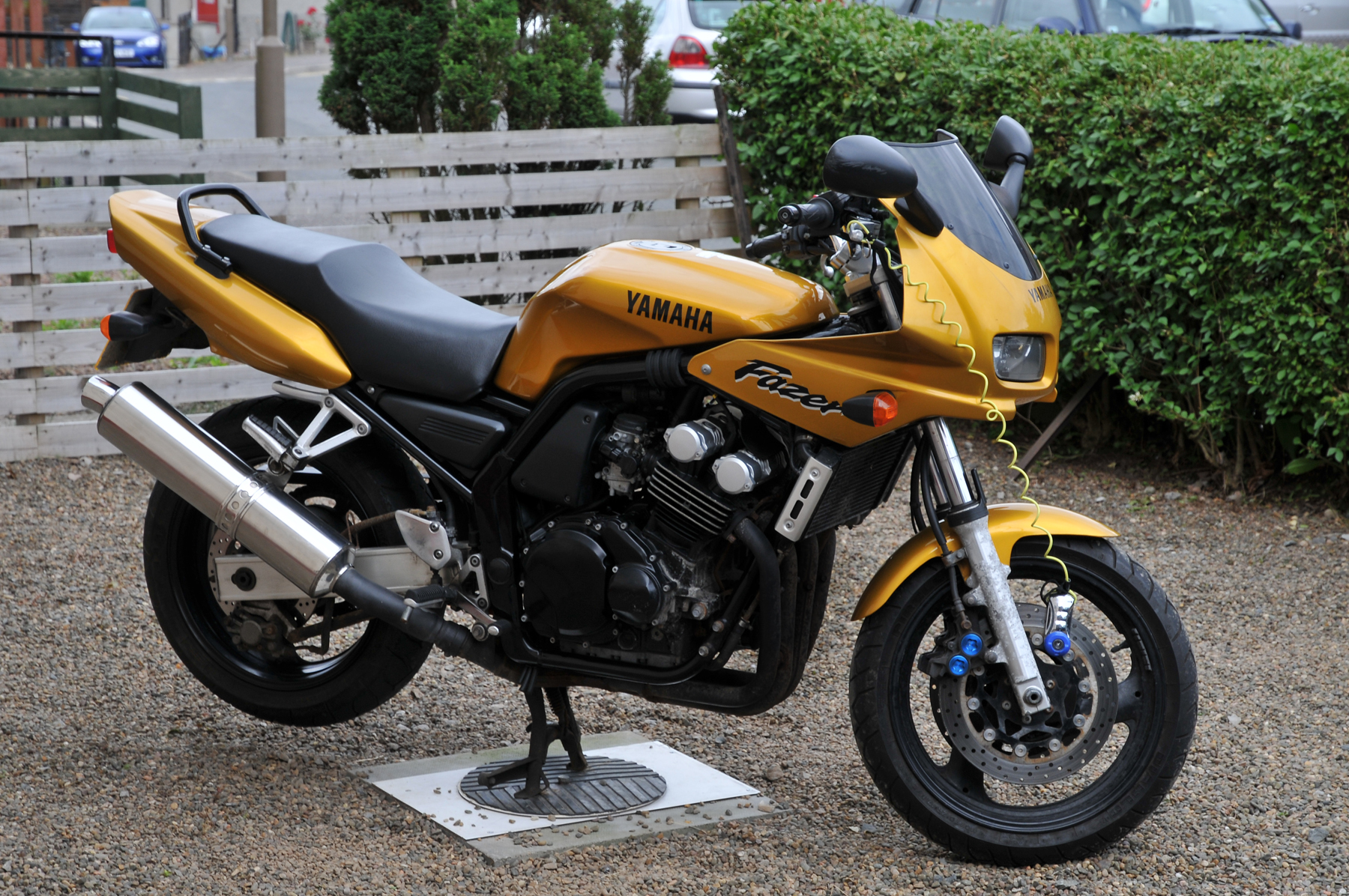
En 2010, béquille sur une Yamaha Fazer FZS 600.

La béquille centrale semble assez ancienne. On en trouve la trace dès les années 1930, avec une généralisation à partir des années 1950. Auparavant, on utilisait souvent des dispositifs articulés au niveau de l'axe de la roue arrière, et qui se repliaient en arrière de la roue avec une pince pour les maintenir en place.

## Utilisation

### Béquilles anciennes
Le béquillage d'un véhicule lourd demande du savoir-faire. Il faut se placer du côté du levier de béquillage s'il y en a un (généralement à gauche de la moto), descendre la béquille jusqu'au sol, chercher le contact des deux jambes de la béquille avec le sol, attraper la poignée de béquillage (lorsqu'elle existe), généralement située sous la selle, en arrière de la béquille, et soulever cette poignée vers le haut tout en actionnant le levier solidaire de la béquille vers le bas avec le pied droit, le gauche restant le pied d'appui (en aucun cas on ne monte sur la béquille).

### Béquilles récentes
Aujourd'hui, grâce à un bon équilibre des véhicules, la mise en place de la béquille centrale se fait facilement. L'étape est la même que ci-dessus, en revanche il suffit de monter sur la béquille pour faire basculer l'engin facilement.

## Avantages
- Grande stabilité.
- Opérations d'entretien facilitées, exemple : tension de chaîne.
- Rangement dans un espace réduit.

## Inconvénients
- Limite la garde au sol.
- Poids mort important à transporter.
- Fonctionnement par rapport à une béquille latérale.